# Віктор Шобінгер
Віктор Шобінгер (нім. Viktor Schobinger; 30 квітня 1893, Ульм — 24 травня 1989) — німецький льотчик-ас, лейтенант Імперської армії, майор люфтваффе.

## Біографія
Учасник Першої світової війни. Служив у кулеметній роті, перш ніж 19 жовтня 1916 року його направили в 10-й запасний льотний дивізіон для льотної підготовки, де він виконав самостійний політ на LVG.
15 березня 1917 року Шобінгер був направлений в авіапарк 6-ї армії, а через місяць — у 12-й льотний дивізіон. Отримавши переведення на винищувачі, він пройшов курс в училищі винищувальної авіації, а потім був зарахований в 12-ту винищувальну ескадрилью, у складі якої здобув 8 перемог, доки не отримав у бою 15 листопада тяжке поранення у праву стопу.
Винищувачем Sopwith Triplane, збитим Шобінгером 11 серпня 1917 року, керував британський ас, флайт-коммандер Чарльз Доусон Букер із 8-ї морської ескадрильї, кавалер хреста «За видатні заслуги», який вижив, посадивши літак за своїми позиціями лінії фронту. У цей момент Букер вже майже збив і поранив командира 12-ї винищувальної ескадрильї Адольфа фон Тучека, і втручання Шобінгера завадило британцю прикінчити його командира. З шпитального ліжка Тучек призначив свого рятівника виконувачем обов'язків командира ескадрильї.
Перемога, здобута Шобінгером 21 жовтня 1917 року (сьома за рахунком), стала 100-ю перемогою Jasta 12. Пізніше німецький ас став інструктором у своєму старому 10-му запасному льотному дивізіоні у Беблінгені.
Під час Другої світової війни Шобінгер командував бомбардувальною ескадрильєю і 7-м авіаційним гірським батальйоном.

## Нагороди
- Залізний хрест 2-го і 1-го класу
- Королівський орден дому Гогенцоллернів, лицарський хрест з мечами (1918)
- Почесний хрест ветерана війни з мечами